# 岡北有由
岡北 有由（おかきた あゆ、1980年1月31日 - ）は、福岡県出身のシンガーソングライターである。
青山学院大学卒業。2001年にキティMME（翌年にユニバーサルJに統合）よりメジャーデビュー。同レーベルからソロアルバム2枚を発表した。2003年にはPABLONIK（バックバンドのメンバーと結成したバンド）名義でアルバム「音速」を発表。
2008年末、4年振りの新譜となる「CYAN DREAMS OF MISS ASHLEEN」を発表。翌2009年からはロンドンのバンド、ネドリーのボーカリストとして活動している。
2019年、４年以上かけて部屋で一人でつくったソロアルバム「sayonara dance」を発表。Electronica, Trip Hop, New Wave, Industrial, Acoustic等、様々なジャンルを吸収し、作詞作曲に留まらず、編曲、プログラミング、レコーディング、ミックスダウンまでをもすべて一人でこなした今作は、これまでの音楽遍歴を詰め込んだ集大成とも呼べる内容となっている。 「sayonara dance」発表以降のライブスタイルは、それまでのルーパーによる多重録音の弾き語りのスタイルに加えて、ラップトップやドラムパッドのコントローラーがステージに持ち込まれている。

## ディスコグラフィー

### demoCD
1. わたし（1999年11月）
2. 月の満ち欠け（2000年2月18日）

### シングル
- ライブ(アコースティック)（2000年11月1日、CHICK RECORDS）

1. まつ毛がゆれる
2. nowhere sorry
3. Sequelae
4. I'm in love with him

- 咲イテ（2001年1月31日、キティMME）オリコン56位

1. 咲イテ[5:03]（作詞・作曲：岡北有由／編曲：西川進・岡北有由）
2. 風がふいていた[4:54]（作詞・作曲・編曲：岡北有由）
3. not clear、not dark[2:55]（作詞・作曲：岡北有由／編曲：松井敬治・岡北有由）

- 灰色ラブソング（2001年4月25日、キティMME）オリコン93位

1. 灰色ラブソング[5:47]（作詞・作曲：岡北有由／編曲：松井敬治）
2. 消化呼吸[3:10]（作詞・作曲：岡北有由／編曲：西川進）
3. Without high heels[4:23]（作詞・作曲：岡北有由／編曲：田口裕一・岡北有由）

- わたし（2001年5月23日、キティMME）オリコン88位

1. わたし[4:23]（作詞・作曲：岡北有由／編曲：松井敬治）
  - テレビ朝日系ドラマ「OLヴィジュアル系」タイアップ曲
2. ナチュラル・ビューティー[4:20]（作詞・作曲：岡北有由／編曲：松井敬治・田口裕一・西川進・野崎真助・岡北有由）

- 空が泣いてる（2001年11月28日、キティMME）

1. 空が泣いてる[4:40]（作詞・作曲：岡北有由／編曲：皆川真人）
2. ほんとのもの (Irish)[8:43]（作詞・作曲：岡北有由／編曲：松井敬治・田口裕一・岩井英吉・皆川真人・野崎真助・岡北有由）
3. (エンハンスド)「空が泣いている」「ほんとのもの」ライブ映像('01/9/20渋谷CLUB QUATTRO)

- ファイ（2002年8月21日、ユニバーサルJ）

1. ファイ[3:53]（作詞・作曲：岡北有由／編曲：皆川真人）
2. 地球の一室で[4:26]（作詞・作曲：岡北有由／編曲：岡北有由・ZZ AIR WORLD）
3. ファイ (remix～Enjoy the Rain～)[6:23]（作詞・作曲・編曲：岡北有由）
4. (エンハンスド)「ファイ」PV

- 19年目の朝（2002年9月25日、ユニバーサルJ）

1. 19年目の朝[5:26]（作詞・作曲：岡北有由／編曲：TAG）
  - TBS系「COUNT DOWN TV」2002年10月度エンディングテーマ
2. 地面の上[4:14]（作詞・作曲：岡北有由／編曲：TAG・岡北有由・ZZ AIR WORLD）
3. u o i see[3:40]（作詞・作曲：岡北有由／編曲：TAG・岡北有由）
4. プロミス[5:37]（作詞・作曲：岡北有由／編曲：岡北有由・皆川真人・ZZ AIR WORLD）
5. (エンハンスド)「19年目の朝」PV

### アルバム
- Panda（2000年6月11日、CHICK RECORDS）

1. わたし
2. 灰色ラブソング
3. a strange guy w/ honest eyes
4. 咲イテ
5. まつ毛がゆれる
6. いつの日にか
7. a little crime

- ベイスメント・ダイアリー（2001年6月20日、キティMME）オリコン38位

1. ほんとのもの[4:48]（作詞・作曲：岡北有由／編曲：西川進・松井敬治・田口裕一・野崎真助・岡北有由）
2. あい[3:27]（作詞・作曲：岡北有由／編曲：松井敬治）
3. そこには[5:18]（作詞・作曲：岡北有由／編曲：松井敬治）
4. 灰色ラブソング[5:46]（作詞・作曲：岡北有由／編曲：松井敬治）
5. ハート□タイムトリップ[4:26]（作詞・作曲：岡北有由／編曲：田口裕一・岡北有由）
6. a tree on a hill[4:10]（作詞・作曲：岡北有由／編曲：田口裕一・松井敬治・田口裕一・西川進・野崎真助・岡北有由）
7. 咲イテ[5:02]（作詞・作曲：岡北有由／編曲：西川進）
8. Sequela[3:57]（作詞・作曲：岡北有由／編曲：田口裕一）
9. 1+1の分離[3:58]（作詞・作曲：岡北有由／編曲：西川進・松井敬治・田口裕一・野崎真助・岡北有由）
10. わたし[4:23]（作詞・作曲：岡北有由／編曲：松井敬治）
11. いいよ[3:35]（作詞・作曲：岡北有由／編曲：十川知司）

- エーテル（2002年10月23日、ユニバーサルJ）

1. 地面の上[4:14]（作詞・作曲：岡北有由／編曲：田口裕一・岡北有由・ZZ AIR WORLD）
2. かけら[4:25]（作詞・作曲：岡北有由／編曲：皆川真人）
3. ファイ[3:51]（作詞・作曲：岡北有由／編曲：岡北有由・皆川真人）
4. エーテル[5:28]（作詞・作曲：岡北有由／編曲：田口裕一・岡北有由）
5. no one without someone[3:01]（作詞・作曲：岡北有由／編曲：岡北有由・皆川真人）
6. 現象[3:15]（作詞・作曲：岡北有由／編曲：田口裕一・岡北有由）
7. エナジー[4:04]（作詞・作曲：岡北有由／編曲：岡北有由・皆川真人）
8. u o i see[3:39]（作詞・作曲：岡北有由／編曲：田口裕一・岡北有由）
9. 降る夜[4:09]（作詞・作曲：岡北有由／編曲：岡北有由・ZZ AIR WORLD）
10. 眠り姫[4:28]（作詞・作曲：岡北有由／編曲：田口裕一・岡北有由）
11. 19年目の朝[5:27]（作詞・作曲：岡北有由／編曲：田口裕一）
12. incomplete[4:32]（作詞・作曲：岡北有由／編曲：岡北有由・皆川真人）

- 3才ライブ記念弾き語り集（2004年1月31日）
- 耳を澄ませ（2004年9月22日、Oasis Records）

1. 足跡
2. sleeping pills
3. PUt it OUt
4. 耳を澄ませ
5. Blow
6. Where are you?
7. エン
8. Almost fake
9. When the sun sets
10. Pour the Rain

- LIVE IN SHINAGAWA CHAPEL（2005年1月31日）※通販のみ
- DISC1

1. ～鐘の音～
2. Almost Fake
3. 19年目の朝
4. PUt it OUt
5. Blow
6. 消化呼吸
7. When the sun sets
8. かけら
9. the SUN + the MOON
10. ファイ
11. 足跡
12. sleeping pills
13. いいよ
14. 耳を澄ませ

- DISC2

1. ～MC～
2. Big surprise
3. Paranoid android
4. Untitled
5. Pour the Rain
6. from dusk till dawn
7. 賛美歌 the first noel
8. エーテル
9. エン
10. Dream I had last night

- CYAN DREAMS OF MISS ASHLEEN（2008年12月16日）※通販のみ

1. UNDER YELLOW LIGHT
2. VOICES TO VOICES
3. MARCHING OF THE NIGHT
4. SWEET SAVIOUR
5. THE VISIT
6. FULL OF COLOURS
7. FEATHER

- sayonara dance（2019年1月31日）

1. エム
2. flying
3. my machine will work
4. sayonara dance
5. sento
6. the lights are extinguished
7. come out with me
8. valentine
9. hnh
10. moonlight
11. typhoon
12. slow-high

### 参加作品
- Gland Slam（2000年8月24日）

1. EVER POP